# 티루코일루르

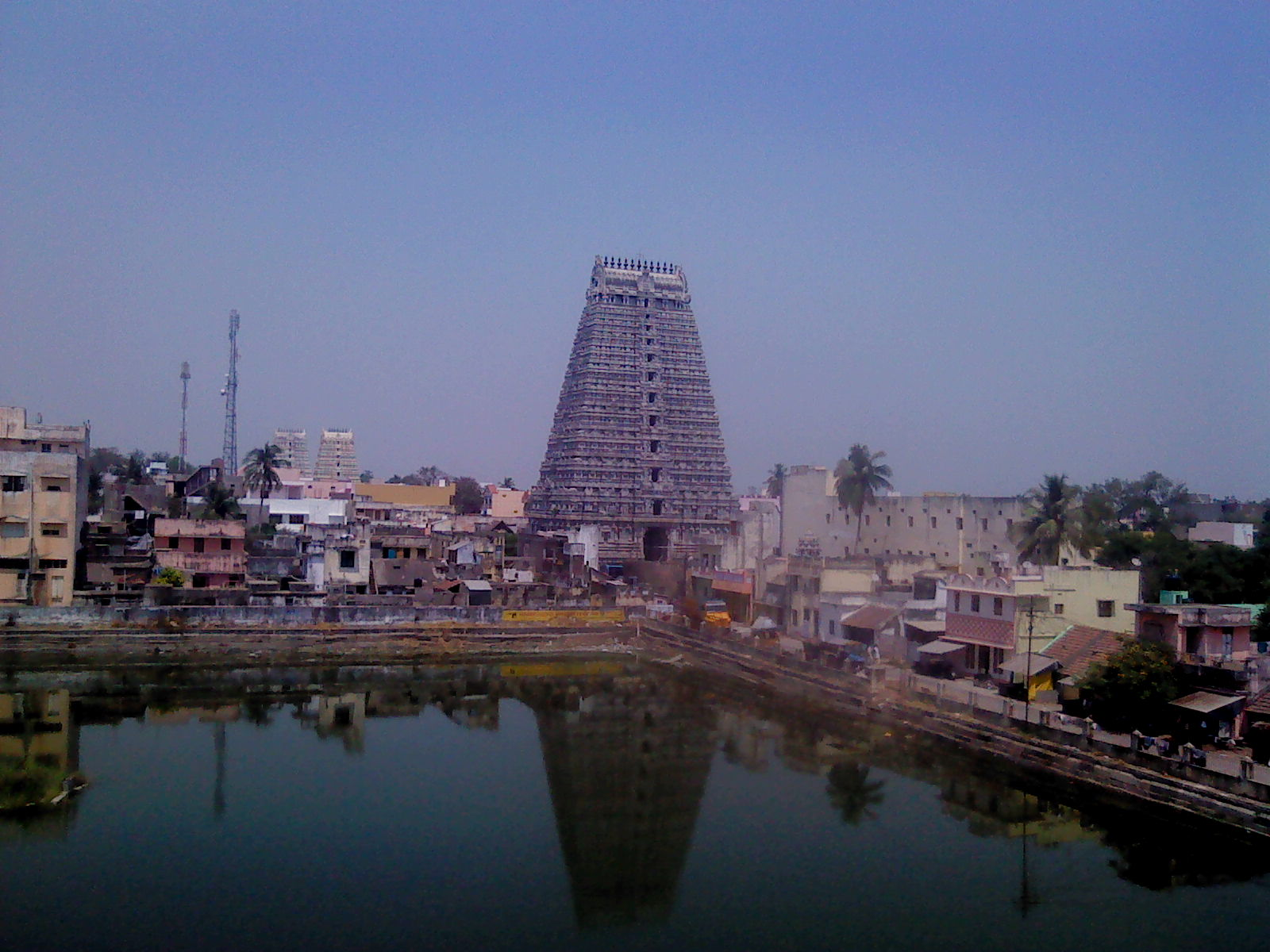
티루코일루르

티루코일루르(Tirukoilur)는 인도의 타밀나두주의 도시이다. 촐라 황제 파란타카 2세의 아들인 아디티야 카리칼란의 출생지이기도 하다.